# Vision après le sermon
Vision après le sermon est une peinture à l'huile du peintre français Paul Gauguin, terminée en 1888.
La toile, exposée à la Galerie nationale d'Écosse à Édimbourg, représente une scène de la Bible où Jacob lutte contre un ange. L'œuvre a été réalisée en Bretagne, à Pont-Aven.

## Description
La peinture dépeint des paysannes bretonnes en costume typique au moment où elles quittent l'église. Ayant écouté le sermon, elles ont la vision de la lutte de Jacob avec l'ange, une histoire de la Genèse. Gauguin présente le sujet comme une hallucination collective. Van Gogh a écrit « Le paysage et la scène de la lutte n'existent que dans l'imagination des gens dans la prière, à la suite du sermon ».
La réalité terrestre est séparée du monde de l'imagination par un tronc représenté en diagonale. La vache en haut à gauche représente la simplicité de la vie rurale. En outre, les vêtements sombres des femmes symbolisent la terre.

## Postérité
La Lutte bretonne de Paul Sérusier renvoie à la fois à Vision après le sermon et aux Enfants luttant, que Paul Gauguin exécute la même année.

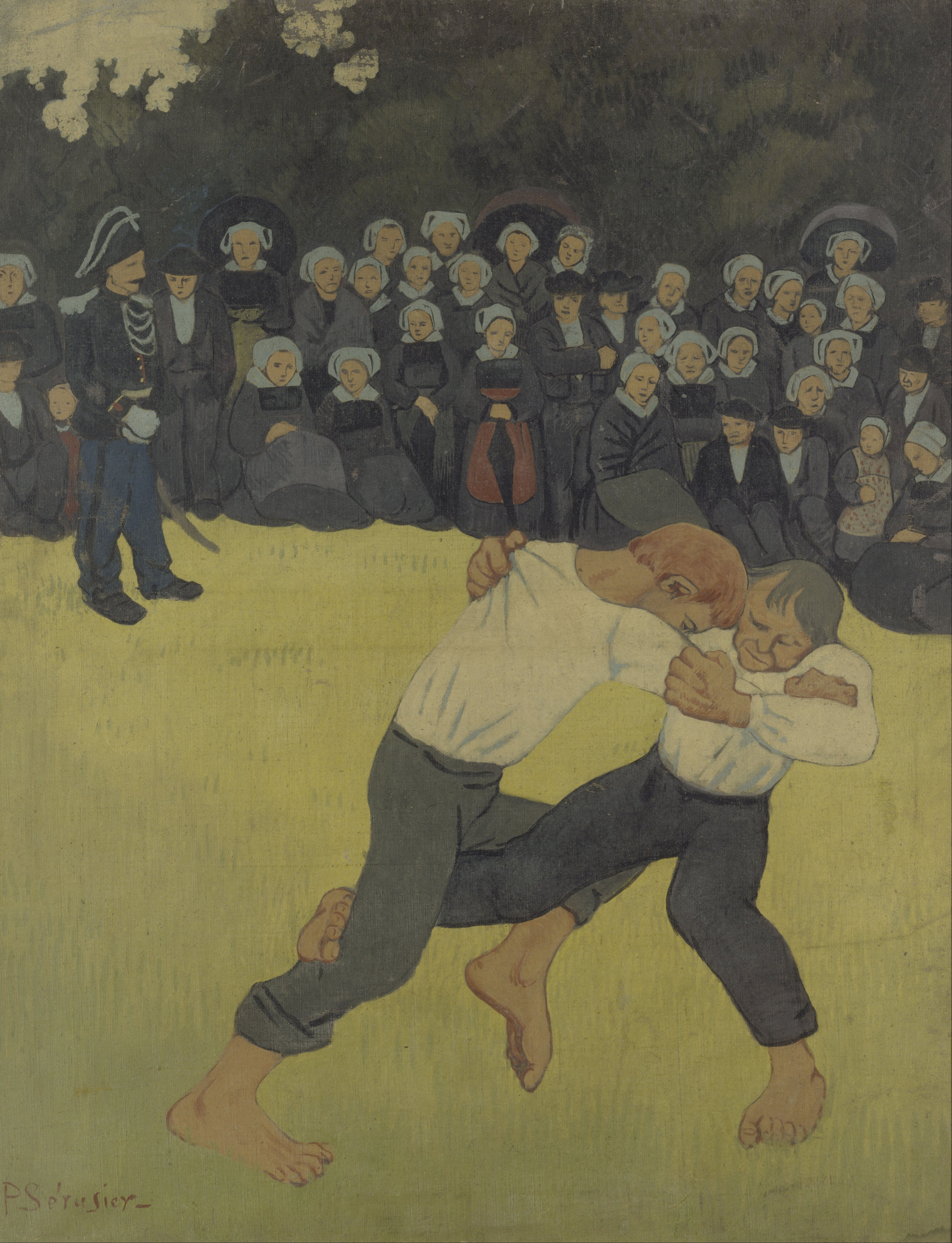
Paul Sérusier, La Lutte bretonne, 1890-1891 – Musée d'Orsay, Paris.